# Nino Nanetti
Pour les articles homonymes, voir Nanetti.
Nino Nanetti (1906–1937) était un militant communiste italien, membre du Parti communiste d'Espagne (PCE) et dirigeant militaire des forces républicaines pendant la guerre civile espagnole.

## Biographie
Il termine ses études secondaires et travaille comme ouvrier mécanicien à Bologne. En 1923, il devient chef de la fédération socialiste. En septembre 1926, il part pour l'Union soviétique un voyage organisée par le Parti Communiste d'Italie. Il voyage en train à travers la Suisse, l'Autriche, l'Allemagne, la Lettonie, la Lituanie et Moscou. En février 1927 il quitte l'Union soviétique pour Paris il y reste jusqu'en mai et revient en Italie.
La police politique connaît ses mouvements et il attend son retour du voyage pour l'arrêter à Gênes. Il reste en prison jusqu'au 19 octobre 1927. Le 9 janvier 1928, il est arrêté et assigné à un internement de trois ans par la police à Bologne pour des activités communistes en Italie et à l'étranger.
Le 12 février 1930, il retourne à Bologne et commence à se battre pour la cause communiste. Après de brèves périodes à Berlin et à Zurich, il se fixe à Paris, il travaille pour le Parti communiste d'Italie. Il participe à des conférences sur les forces et participe au 11e congrès de FGCI tenu à Zurich.
Au cours des années suivantes, il s'installe à Toulouse et travaille comme mécanicien. En 1934, il risque l'expulsion pour des retards dans l'obtention de documents.
Au début de la guerre civile espagnole, il est sur le front d'Aragon. Il est envoyé ensuite à Paris pour l'inscription des bénévoles pour les Brigades internationales.
Le 20 juillet 1936, il arrive à Barcelone dès le déclenchement de la guerre civile espagnole. Il se rend à Tardienta et participe à la première attaque à Huesca où il a organisé un bataillon de 500 soldats. Il part pour Madrid le 18 septembre 1936 et combat à la bataille de Brunete.
En novembre 1936, il commande six bataillons durant la défense de la Sierra de Guadarrama et la route de La Corogne contre les troupes marocaines du général Franco. Il est nommé lieutenant-colonel et plus tard général de division durant la Bataille de Guadalajara. Le 31 décembre 1936 il commande la 35e Brigade vers Valdemorillo et Villafranca del Castillo, il participe à la troisième bataille de la route de La Corogne (3-11 janvier 1937). Le 13 mars 1937 il commande la 12e division, il participe à la bataille de Guadalajara.
Il remonte dans le Nord et dirige la 6e Brigade basque et participe à la défense de Bilbao. Après la chute de la ville le 19 juin 1937, il commande la 2e Division Basque. Il est blessé à Zalla le 21 juin 1937, il est évacué à l'hôpital de Santander, où il meurt de ses blessures le 19 juillet 1937.